# Cotation continue
La possibilité de confronter facilement l'offre et la demande effectives d'un titre déterminant sa juste valeur, la cotation continue (ou cotation en continu) est un principe général d'efficience du marché financier de plus en plus diffusé dans le cadre de la mondialisation croissante de la circulation des capitaux financiers. ( Application du Modèle dit des 3D : « décloisonnement, déréglementation et désintermédiation »).

## Cotation en continu d'un titre
L'expression de «cotation continue» s'applique d'abord au niveau d'un titre financier : Lors d'une cotation en continu, les cours fluctuent selon les échanges et sont fixés en temps réel. 
Ce mode de fonctionnement est aujourd'hui assuré par des systèmes informatiques (Cotation assistée en continu) qui gèrent les transactions demandées par les opérateurs. Les performances de ces systèmes autorisant des mouvements nombreux et rapides, notamment les -parfois controversées- transactions dites à « haute fréquence ». 
Au contraire, pour certaines valeurs qui offrent un volume de transactions trop faible, la cotation s'opère par fixing. Celles-ci, font ainsi l'objet d'échanges deux fois par jour. Entre ces deux périodes, offres et demandes s'accumulent sans qu'aucune cotation ne survienne. Aux heures dites, l'ensemble des ordres donne lieu à l'établissement d'un cours d'équilibre.

## Organisation chronologique internationale des marchés financiers
C'est une technique des marchés financiers qui permet de ne jamais « fermer la Bourse », comme l'explique l'économiste Frédéric Lordon. C'est-à-dire que grâce aux fuseaux horaires, l'ouverture d'une Bourse est établie en fonction de la fermeture de celle qui lui précède. Ainsi, les marchés financiers sont continuellement ouverts à travers le monde.

## Critiques
Des critiques se sont élevées contre les effets négatifs de la cotation continue. Maurice Allais énumérant les effets pervers de celle-ci vis-à-vis de l'économie réelle recommandait une cotation unique quotidienne sur tous les marchés. Ranimée par la crise financière mondiale, ces critiques soulignent que les banques et les spéculateurs sont, a contrario des entreprises qui ont paradoxalement de plus en plus en mal à se financer, les seuls gagnants de ces techniques et que la volatilité permise par cette cotation continue encourage l'« élaboration d'instruments financiers toxiques ». L'économie financière est ainsi de plus en plus détachée de l'économie réelle.